# 400 aC
El 400 aC va ser un any del calendari romà prejulià.

## Esdeveniments
- L'Expedició dels deu mil, després de diversos mesos de marxa i nombrosos enfrontaments amb els pobles dels territoris que creuaven, van arribar al mar Negre, a Trapezunte. És el moment que Xenofont explica a l'Anàbasi.[1] en què criden «θάλασσα! ¡θάλασσα!, Thalassa! Thalassa!» («¡El mar! ¡El mar!)».
- Revolta de Jònia contra l'Imperi Aquemènida, amb la intervenció d'Esparta. El sàtrapa Tissafernes va exigir la submissió de totes les ciutats jòniques i va posar setge a Cime. Va acceptar un rescat pels presoners i va aixecar el setge quan s'acostava l'hivern. Durant l'estiu, els jonis van apel·lar a Esparta, que va enviar l'harmost Tibró amb 5.000 homes, reforçat per 5.000 supervivents de la retirada dels Deu Mil comandats per Xenofont.[2]
- Van prendre possessió els tribuni militum consulari potestate («tribuns militars amb potestat consular»). Aquell any van ser: Publi Licini Calvus Esquilí, el primer plebeu elegit per aquest càrrec, Publi Manli Vulsó, Luci Titini Pansa Sac, Publi Meli Capitolí, Espuri Furi Medul·lí i Luci Publili Filó Volsc.[3]
- Aquell any els romans dirigits per Luci Valeri Potit van tornar a assetjar Terracina, una ciutat dels volscs, i després d'uns assalts rebutjats, finalment va ser bloquejada i es va rendir.[4]
- Cartago ocupa Malta.[5]